# Eucalanus californicus
Eucalanus californicus is een eenoogkreeftjessoort uit de familie van de Eucalanidae. De wetenschappelijke naam van de soort is voor het eerst geldig gepubliceerd in 1938 door Johnson M.W..